# Jean Puig
Jean Puig  est un joueur français de volley-ball né le 19 janvier 1990. Il mesure 1,75 m et joue libero.

## Clubs
| Club          | Pays   | De        | À         |
| ------------- | ------ | --------- | --------- |
| Arago de Sète | France | 2009-2010 | 2010-2011 |